# モンタギュー・ブランデル (初代ブランデル子爵)
初代ブランデル子爵モンタギュー・ブランデル（英語: Montague Blundell, 1st Viscount Blundell、1689年6月19日（洗礼日） – 1756年8月19日）は、イギリスの政治家。1715年から1722年まで庶民院議員を務め、1720年にアイルランド貴族のブランデル子爵に叙された。ホイッグ党所属。

## 生涯
第3代準男爵フランシス・ブランデルと2人目の妻アン・インゴルズビー（Anne Ingoldsby、初代準男爵ヘンリー・インゴルズビーの娘）の息子として生まれ、1689年6月19日に洗礼を受けた。
1715年イギリス総選挙でヘイズルミア選挙区から出馬して当選、貴族法案以外では常に政府を支持した。1722年イギリス総選挙では得票率で最下位になり落選、以降2度と出馬しなかった。1720年11月22日、ブランデル子爵とキングス・カウンティのイーデンデリーのブランデル男爵（いずれもアイルランド貴族）に叙された。
1756年8月19日に死去、息子に先立たれたため爵位は断絶した。

## 家族
1709年9月、メアリー・チェットウィンド（Mary Chetwynd、1756年12月9日没、ジョン・チェットウィンドの娘）と結婚、1男1女を儲けた。
- メアリー - 1733年6月4日、ウィリアム・トランブル（William Trumbull）と結婚、子供あり
- 男子 - 父より先に死去